# Lorenzo Rossi di Montelera
Lorenzo Rossi di Montelera (* 30. August 1940 in Pianezza, Piemont) ist ein italienischer Unternehmer.

## Leben
Lorenzo Rossi di Montelera studierte Ökonomie und Management in Lausanne und wurde in Genf promoviert. Er absolvierte Managementkurse am IMD in Lausanne und am MIT in den USA. Nach seinem Wehrdienst bei den italienischen Alpini und der NATO war er von 1964 bis 1983 Manager bei verschiedenen Gesellschaften des eigenen Familienunternehmens Martini & Rossi tätig, zuletzt als Vorstandsmitglied.
Er verkaufte im Jahre 1993 die Anteile des familieneigenen Lorenzo Rossi di Montelera Unternehmens Martini & Rossi, an Bacardi für 1.4 Milliarden USD, das mit dem Merger zu einem der weltgrößten Hersteller von alkoholischen Getränken wurde.
Er übernahm 1993 das kanadische Unternehmen Henry Birks & Sons, einen Hersteller und Einzelhändler für Schmuck und Luxusgüter mit Sitz in Toronto und war dessen CEO. Zusammen mit Thomas A. Andruskevich, übernahm er den US-amerikanischen Konkurrenten Mayors Jewelers Inc. und führte beide Unternehmen zu Birks & Mayors zusammen. Er ist seit 2006 Präsident des Board of Directors.
Rossi di Montelera war und ist an mehreren Unternehmungen in Europa und Nordamerika beteiligt. Er ist unter anderem Verwaltungsratspräsident der Azimut Benetti Group in Avigliana und Aufsichtsratsmitglied der Bacardi-Martini & Rossi Holdings NV und der Morval Vonwiller Holding SA. Er ist Beiratsmitglied des Goldman Sachs Global Leadership Institute in New York.
Lorenzo Rossi di Montelera ist Gründungsmitglied der Päpstlichen Stiftung Centesimus Annus Pro Pontifice (CAPP) und war von 2002 bis 2009 Präsident und dessen Rechtsvertreter. Für seinen Einsatz wurde er von Papst Benedikt XVI. mit dem Großkreuz des Gregoriusordens ausgezeichnet.
Lorenzo Rossi di Montelera ist verheiratet und hat drei Kinder. Die Familie stammte aus dem Adelsgeschlecht der Grafen von Rossi di Montelera ab. Sie ist Eigentümer einiger Weingüter in der Provinz Cuneo, darunter das Weingut Fattoria Torre a Cona. Die Familie Rossi di Montelera wird in der Rangliste der vermögendsten italienischen Familien auf Platz neun geführt.